# Five Nights at Freddy’s 2
Five Nights at Freddy’s 2 – gra komputerowa z gatunku survival horror wydana 10 listopada 2014 roku na platformie Microsoft Windows, a w późniejszym okresie na iOS, Androidzie, PlayStation 4, Xbox One oraz Nintendo Switchu. Została stworzona przez Scotta Cawthona. Podobnie jak w pierwszej części serii gracz wciela się w postać nocnego stróża w pizzerii. Bohater może podglądać sąsiednie pokoje z ekranu kamer. Znajdujące się tam roboty (tzw. „animatroniki”), początkowo nieaktywne, chcą zabić postać gracza. Celem gry jest przetrwanie pięciu kolejnych nocy i unikanie potworów. W porównaniu do poprzedniczki dostępne wcześniej lokalizacje zostały przebudowane.
Gra spotkała się z mieszanymi reakcjami krytyków, uzyskując w wersji na Windows średnią wynoszącą 62/100 według agregatora Metacritic. Nic Rowen z serwisu Destructoid pochwalił mechanikę gry i dodanie nowych robotów. Zauważył, że podczas grania cały czas bał się potworów, które mogą się pojawić w każdym momencie. Jednocześnie uznał ją za zbyt trudną, co psuło doświadczenie płynące z grania.